# إيان هامر
إيان هامر (بالإنجليزية: Ian Hummer)‏ مواليد 23 أغسطس 1990، هو لاعب كرة سلة أمريكي. بدأ مسيرته الاحترافية في سنة 2014. يلعب في الدوري التركي لكرة السلة. يحمل الرقم 34. يبلغ طوله 6 قدم 7 بوصة (2.0 م).

## المسيرة الاحترافية
لعب مع راتيوفارم أولم في الدوري الألماني في سنة 2014، ثم لعب مع بيسونس لويما في موسم 2014–2015، ثم لعب مع بي جي غوتنغن في الدوري الألماني في سنة 2016.

## روابط خارجية
- إيان هامر على موقع دوري كرة السلة الياباني للمحترفين (اليابانية)
- إيان هامر على موقع fiba3x3.com (الإنجليزية)
- إيان هامر على موقع كرة السلة الأوروبية.كوم (الإنجليزية)
- إيان هامر على موقع كلية كرة السلة في سبورتس رفرنس.كوم (الإنجليزية)
- إيان هامر على موقع ريلجم (الإنجليزية)
- إيان هامر على موقع بروبوليرز (الإنجليزية)
- إيان هامر على موقع سبورتس رفرنس (الإنجليزية)